# Damages – Im Netz der Macht
Damages – Im Netz der Macht ist eine US-amerikanische Anwaltsserie, die im Juni 2007 erstmals auf dem Sender FX ausgestrahlt wurde. Im deutschsprachigen Raum war die Serie ab dem 21. April 2008 erstmals auf den Sendern ORF 1 und SF2 zu sehen. Eine Woche später folgte die Erstausstrahlung auf dem deutschen Sender Kabel1.
Das englische Wort „Damages“ ist ein juristischer Begriff und bedeutet übersetzt „Schadensersatz“, aber auch „Schäden“ und ist somit ein Wortspiel.
In Deutschland erreichte die erste Staffel lediglich 0,34 Millionen Zuschauer, was im Durchschnitt 1,8 Prozent Marktanteil bedeutete. In den USA waren die Quoten ebenfalls unterdurchschnittlich, eine zweite und dritte Staffel gab der Sender dennoch in Auftrag. Nach langen Verhandlungen wurde bestätigt, dass der US-amerikanische Sender DirecTV die Serie für mindestens zwei weitere Staffeln übernimmt und vorerst 20 neue Folgen produzieren lässt. Wie im April 2012 bekannt wurde, ist die fünfte Staffel zugleich die letzte der Serie.

## Handlung

### Erste Staffel
Zu Beginn der Serie sieht man Ellen Parsons, eine junge Anwältin, halbnackt und blutverschmiert durch die Straßen laufen. Im nächsten Moment sitzt sie schweigend in einem Verhörraum. Sie wird beschuldigt, ihren ehemaligen Verlobten David Connor ermordet zu haben. Die Handlung der ersten Staffel spielt sich zeitlich vor diesen Szenen ab. In der ersten Folge, die ein halbes Jahr vor David Connors Tod beginnt, erhält die aufstrebende Ellen Parsons einen neuen Job bei der selbständigen Anwältin Patty Hewes. Diese versucht seit einiger Zeit, dem Milliardär Arthur Frobisher Korruption in Börsengeschäften nachzuweisen. Dabei arbeitet sie mit dessen ehemaligen Angestellten zusammen, die durch ihn den Großteil ihres Besitzes verloren haben.
Mit der Zeit erfährt die Kanzlei von Patty Hewes, dass die Schwester von Ellen Parsons Verlobtem, Katie Connor, vermutlich als Zeugin dienlich sein könnte. Sie hatte fünf Jahre zuvor – 2002 – den Auftrag von Frobisher bekommen, für eine Veranstaltung zu kochen. Sie soll ihn mit einem Börsenaufseher an diesem Wochenende gesehen haben. Während Ellen Parsons sich aufopfernd um den Fall kümmert, stellt sich heraus, dass Hewes sie nur eingestellt hat, um an Katie Connor und an den Mitzeugen Gregory Malina heranzukommen. Auf der anderen Seite steht Arthur Frobisher mit seinem Anwalt Ray Fiske, die einen gerichtlichen Prozess verhindern wollen. Frobisher besticht mögliche Zeugen und lässt einige von ihnen auch töten.
Gegen Ende der ersten Staffel wird Malina durch einen Autounfall getötet. Zuvor hatte er ein Video aufgenommen, das er Katie Connor gab. Damit sollte sich der ganze Fall um Frobisher klären. Währenddessen bringt Ray Fiske sich vor den Augen von Patty Hewes um, nachdem er von ihr mit belastenden Fotos erpresst wurde, die seine Affäre mit Malina offenbaren. Außerdem ist die Beziehung zwischen Ellen und David am Ende. Ellen packt ihre Sachen und übernachtet bei Patty Hewes, die über das Wochenende zu ihrem Strandhaus fahren will, kurz darauf erscheint Katie Connor in Davids Wohnung und überreicht ihm das Video von Gregory Malina. Als Frobisher herausfindet, dass sich der Beweis in der Wohnung von Ellen und David befindet, schickt er zwei Männer dorthin, um das Videoband zu bekommen. Als Frobishers Beauftragte in der Wohnung eintreffen ist David Connor allein. Da er sich weigert, ihnen zu verraten, wo sich das Video befindet, töten sie ihn. Ellen wird kurze Zeit später in Pattys Wohnung ebenfalls attackiert und kann ihr Leben nur schützen, indem sie den Angreifer in Notwehr niedersticht und blutüberströmt flüchtet. Ab diesem Zeitpunkt schließen die Rückblenden zur Gegenwartshandlung auf. Patty Hewes stellt die Kaution für Ellen, sodass sie freikommt und ihr im Gegenzug das belastende Videoband aushändigen kann. Hewes kann den Staatsanwalt sowohl überzeugen, dass Parsons unschuldig ist, als auch Frobisher dazu bringen, einer außergerichtlichen Vereinbarung zuzustimmen, wobei er fast sein gesamtes Vermögen verliert. Entgegen einer Geheimhaltungsverpflichtung übergibt Hewes das Videoband an den für Ellens Fall zuständigen Bezirksstaatsanwalt zur Verwendung gegen Frobisher in einem Strafprozess. Am Ende der ersten Staffel verübt Larry Popler, ein ehemaliger Angestellter Frobishers, aus Rache ein Schussattentat gegen ihn. Ellen wird inzwischen klar, dass Patty hinter der Attacke auf sie steckt, und sie arbeitet nun mit Hollis Nye und dem FBI, das schon seit längerem gegen die Anwältin ermittelt, verdeckt gegen ihre Chefin Patty.

## Besetzung und Synchronisation

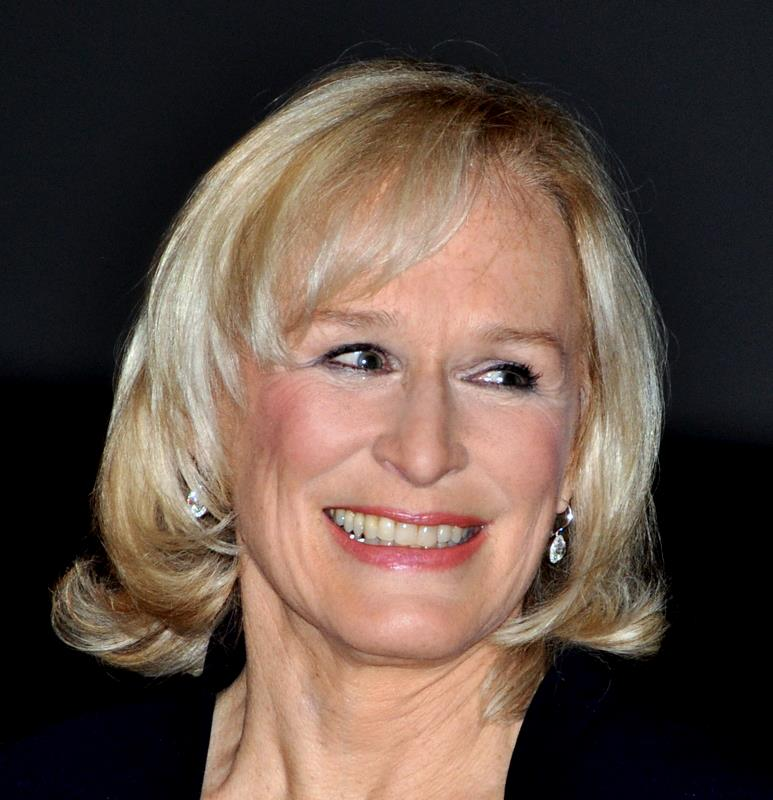
Glenn Close (2012)

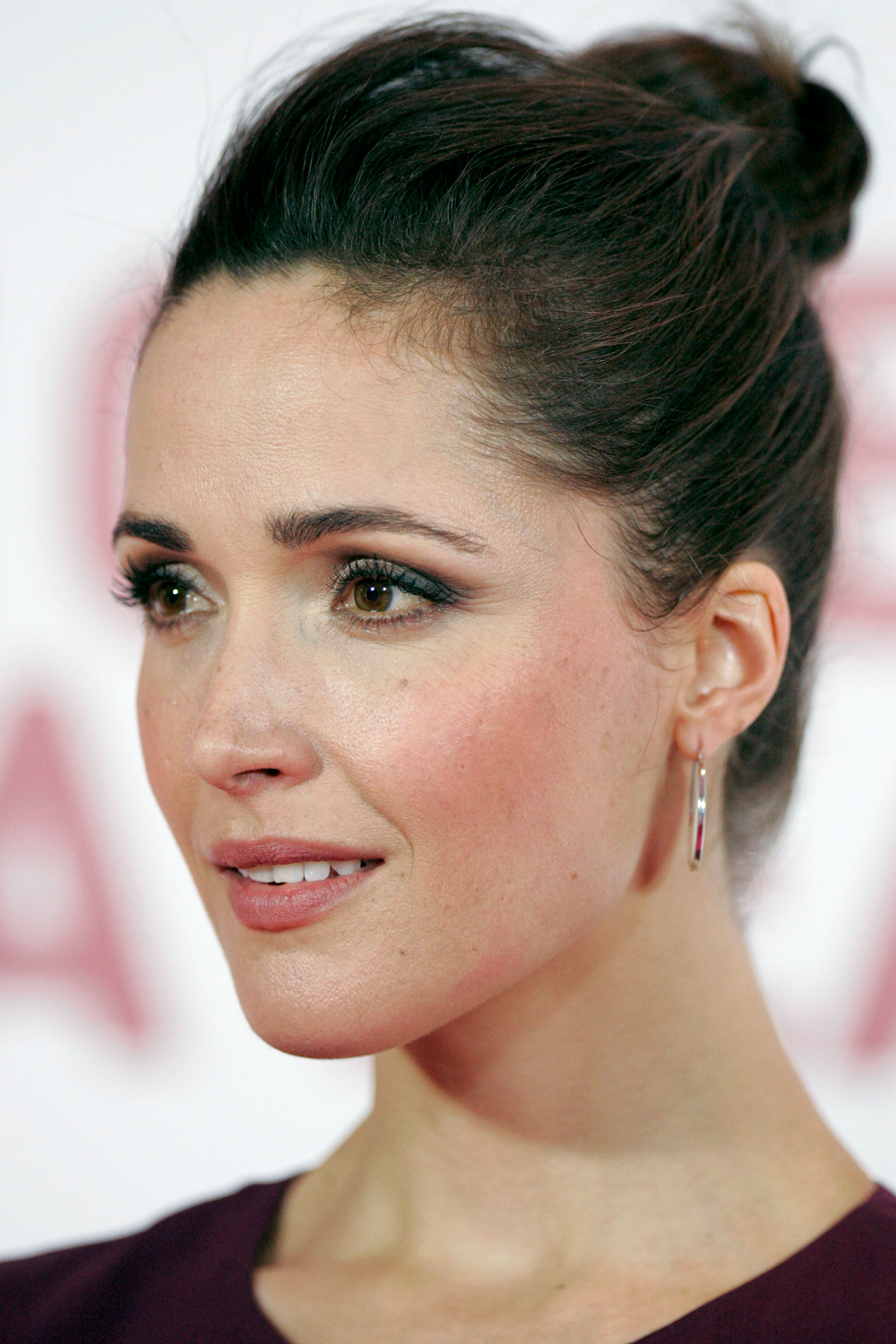
Rose Byrne (2013)

Die deutsche Synchronisation entstand durch die Synchronfirma Scala Media GmbH in München. Dialogregie führte Christian Weygand, die Dialogbücher erstellten Katharina Blum, Gerhard Graf und Stefan Sidak.
| Rollenname                | Schauspieler       | Hauptrolle (Staffel) | Nebenrolle (Staffel) | Synchronsprecher             |
| ------------------------- | ------------------ | -------------------- | -------------------- | ---------------------------- |
| Patricia „Patty“ C. Hewes | Glenn Close        | 1.01–5.10            |                      | Kerstin Sanders-Dornseif     |
| Ellen Parsons             | Rose Byrne         | 1.01–5.10            |                      | Angela Wiederhut             |
| Thomas Shayes             | Tate Donovan       | 1.01–3.13            |                      | Peter Flechtner              |
| Phil Grey                 | Michael Nouri      | 1.01–2.13            | 3.02, 4.01           | Achim Geisler                |
| Raymond „Ray“ Fiske       | Željko Ivanek      | 1.01–1.13            | 2.01, 2.13, 3.13     | Michael Schernthaner         |
| David Connor              | Noah Bean          | 1.01–1.13            | 2.08–5.10            | Christian Weygand            |
| Arthur Frobisher          | Ted Danson         | 1.01–1.13            | 2.02–3.13            | Pierre Peters-Arnolds        |
| Claire Maddox             | Marcia Gay Harden  | 2.01–2.13            |                      | Madeleine Stolze             |
| Daniel Purcell            | William Hurt       | 2.01–2.13            |                      | Thomas Fritsch               |
| Wes Krulik                | Timothy Olyphant   | 2.01–2.13            | 3.12–3.13            | Alexander Brem               |
| Katherine Connor          | Anastasia Griffith | 2.03–2.13            | 1.01–1.13            | Tatjana Pokorny              |
| Joe Tobin                 | Campbell Scott     | 3.01–3.13            |                      | Martin Halm                  |
| Leonard Winstone          | Martin Short       | 3.01–3.13            |                      | Michael Pan                  |
| Jerry Boorman             | Dylan Baker        | 4.01–4.10            |                      | Sigmar Solbach               |
| Howard T. Erickson        | John Goodman       | 4.01–4.10            |                      | Hartmut Neugebauer           |
| Channing McClaren         | Ryan Phillippe     | 5.01–5.10            |                      | Benedikt Weber               |
| Rutger Simon              | John Hannah        | 5.01–5.10            |                      | Stefan Staudinger            |
| Michael Hewes             | Zachary Booth      |                      | 1.03–5.10            | Patrick Roche                |
| Deniece Parsons           | Debra Monk         |                      | 1.05–5.09            | Katharina Lopinski           |
| Dan Williams              | Casey Siemaszko    |                      | 1.01–1.13, 5.01–5.10 | Gudo Hoegel                  |
| Rosario Ortiz             | Maya Days          |                      | 1.01–1.13, 5.01–5.10 | Martina Duncker              |
| Uncle Pete                | Tom Aldredge       |                      | 1.01–3.05, 5.01      | Werner Uschkurat             |
| Rick Messer               | David Costabile    |                      | 1.01–3.12            | Thomas Wenke                 |
| Hollis Nye                | Philip Bosco       |                      | 1.01–2.10            | Osman Ragheb Norbert Gescher |
| Gregory Malina            | Peter Facinelli    |                      | 1.02–1.12            | Patrick Schröder             |
| Victor Huntley            | Tom Noonan         |                      | 2.02–4.09            | Reinhard Brock               |
| Walter Kendrick           | John Doman         |                      | 2.03–2.13            | Ekkehardt Belle              |
| Marilyn Tobin             | Lily Tomlin        |                      | 3.01–3.13            | Marianne Lutz                |
| Chris Sanchez             | Chris Messina      |                      | 4.01–5.10            | Torben Liebrecht             |
| Maggie Huang              | Li Jun Li          |                      | 4.01–5.09            | Laura Maire                  |
| Bill Herndon              | Judd Hirsch        |                      | 4.04–5.13            | Roland Hemmo                 |
| Kate Franklin             | Janet McTeer       |                      | 5.02–5.10            | Arianne Borbach              |
| Gitta Novak               | Gillian Alexy      |                      | 5.01–5.10            | Caroline Combrinck           |
| Naomi Walling             | Jenna Elfman       |                      | 5.01–5.10            | Diana Borgwardt              |

## Ausstrahlung
Vereinigte Staaten
In den USA lief die Serie erstmals am 24. Juni 2007 auf dem Kabelsender FX Network. Obwohl anfänglich aus unbekannten Gründen nur eine Staffel geplant war, wurde die Produktion der zweiten und dritten Staffel bestätigt; beide Staffeln werden jeweils 13 Episoden umfassen. Diese Entscheidung wurde wegen des Erfolges und einiger Auszeichnungen gefällt. Aufgrund des Autorenstreiks der US-amerikanischen Writers Guild of America und der überraschenden Weiterführung wurde die zweite Staffel zwischen dem 7. Januar 2009 und dem 1. April 2009 ausgestrahlt. Am 1. Dezember gab FX bekannt, dass die dritte Staffel ab dem 25. Januar 2010 ausgestrahlt werden soll. Nachdem die Quoten nicht mehr deren Ansprüchen erfüllte, wird die Serie fortan auf dem Anbieter DirecTV ausgestrahlt. Der Sender ließ dann vorerst eine vierte und eine fünfte Staffel der Serie produzieren. Die Ausstrahlung der vierten Staffel begann am 13. Juli und endete am 14. September 2011. Wie im April 2012 bekannt wurde, ist die am 11. Juli 2012 gestartete fünfte Staffel auch zugleich die letzte. Die letzte Episode wurde am 12. September 2012 ausgestrahlt.
Deutschsprachiger Raum
Im deutschsprachigen Raum sicherten sich die Sender Kabel eins, ORF eins und SRF zwei die Rechte an der Serie. Die Ausstrahlung der (ungeschnittenen) Folgen begann am 21. April 2008 auf ORF 1 und SRF zwei. Eine Woche später startete der deutsche Sender Kabel eins die Ausstrahlung der Serie in Doppelfolgen; die letzten drei Folgen der ersten (dreizehnteiligen) Staffel wurden am 2. Juni 2008 gesendet. Laut einer Pressesprecherin des Senders ist die Ausstrahlung der zweiten Staffel noch unklar, da die erste schlechte Quoten einfuhr. In der Schweiz wurde die zweite Staffel vom 5. Januar 2010 bis zum 10. Februar 2010 in High Definition und in Zweikanalton auf dem Sender HD Suisse ausgestrahlt; die zweite Staffel folgte dann beim Schweizer Sender SRF zwei ab dem 3. März 2010. Auf dem Sender sixx lief ab Ende Juni 2010 die zweite Staffel in Doppelfolgen; im Anschluss daran wurde ab Anfang August auch die dritte Staffel ausgestrahlt. Die vierte und fünfte Staffel wurden beim Bezahlfernsehsender Glitz* zwischen dem 27. Juni und dem 31. Oktober 2013 gezeigt. Seit dem 19. Oktober 2022 sind alle 5 Staffeln beim Streaminganbieter Disney+ abrufbar.

## Auszeichnungen & Nominierungen

### Emmy
- 2008 – 7 Nominierungen, davon 3 Auszeichnungen:
  - Bestes Casting für eine Dramaserie
  - Beste Hauptdarstellerin in einer Dramaserie (Glenn Close)
  - Bester Nebendarsteller in einer Dramaserie (Željko Ivanek)
  - Beste Regie für eine Dramaserie (Allen Coulter) (Pilot)
  - Beste Dramaserie
  - Bester Nebendarsteller in einer Dramaserie Ted Danson
  - Bestes Drehbuch für eine Dramaserie (Todd A. Kessler), (Glenn Kessler), (Daniel Zelman)
- 2009 – 7 Nominierungen, davon 1 Auszeichnung:
  - Beste Hauptdarstellerin in einer Dramaserie (Glenn Close)
  - Bestes Casting für eine Dramaserie
  - Beste Regie für eine Dramaserie (Allen Coulter) (Trust Me)
  - Beste Dramaserie
  - Bester Gastdarsteller in einer Dramaserie (Ted Danson) (They Had to Tweeze ThatOut Of My Kidney)
  - Bester Nebendarsteller in einer Dramaserie (William Hurt)
  - Beste Nebendarstellerin in einer Dramaserie (Rose Byrne)
- 2010 – 5 Nominierungen:
  - Bester Gastdarsteller in einer Dramaserie (Ted Danson) (The Next One's Gonna Go in Your Throat)
  - Beste Gastdarstellerin in einer Dramaserie (Lily Tomlin) (Marilyn Tobin)
  - Beste Hauptdarstellerin in einer Dramaserie (Glenn Close)
  - Bester Nebendarsteller in einer Dramaserie (Martin Short)
  - Beste Nebendarstellerin in einer Dramaserie (Rose Byrne)
- 2012 – 1 Nominierung:
  - Beste Hauptdarstellerin in einer Dramaserie (Glenn Close)

### Golden Globes
- 2008 – 4 Nominierungen, davon 1 Auszeichnung:
  - Beste Hauptdarstellerin in einer Dramaserie (Glenn Close)
  - Bester Nebendarsteller in einer TV-Serie (Ted Danson)
  - Beste Nebendarstellerin in einer TV-Serie (Rose Byrne)
  - Beste Dramaserie
- 2010 – 3 Nominierungen:
  - Beste Hauptdarstellerin in einer Dramaserie (Glenn Close)
  - Beste Nebendarstellerin in einer TV-Serie (Rose Byrne)
  - Bester Nebendarsteller in einer TV-Serie (William Hurt)